# 立飛ホールディングス

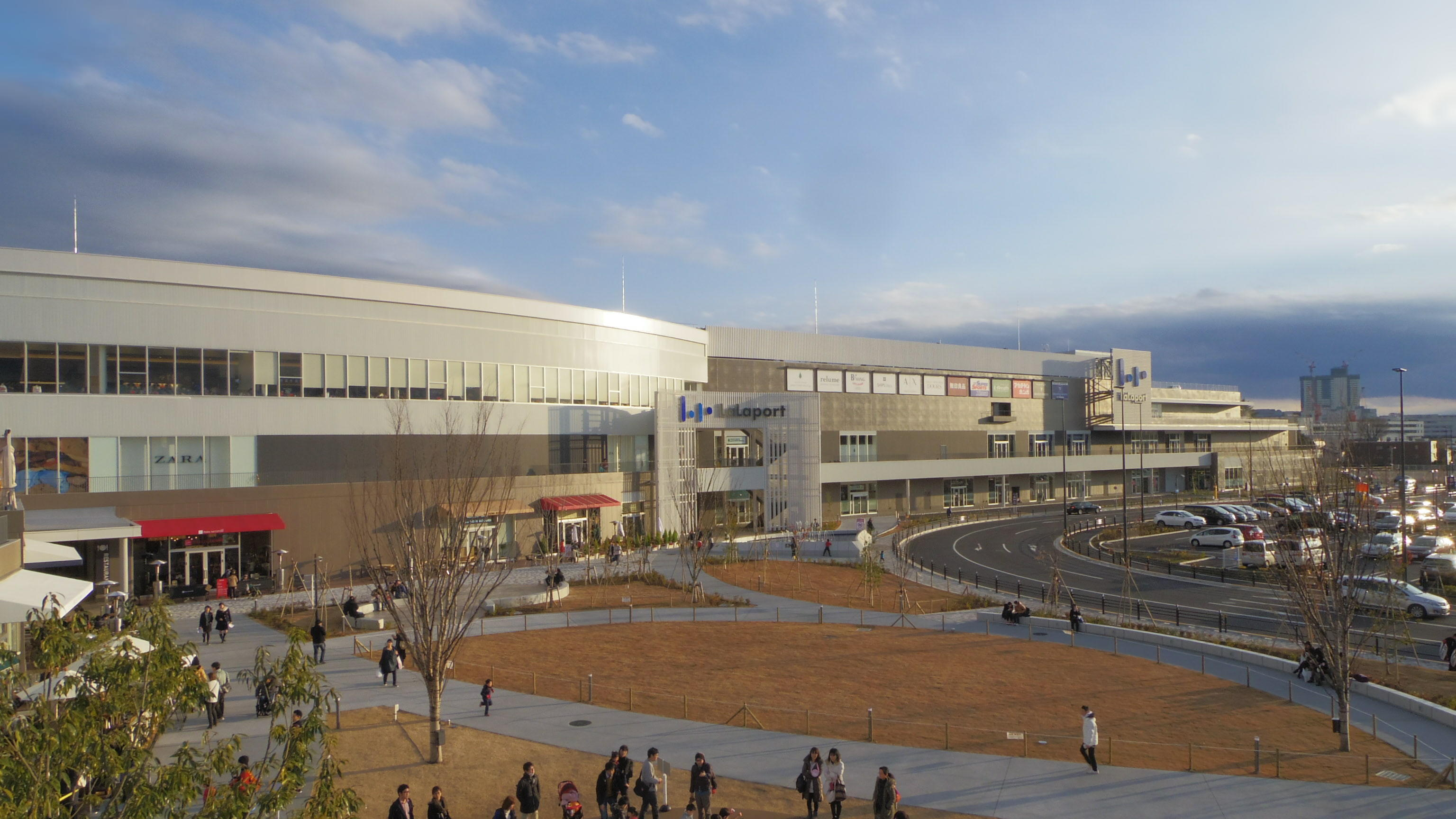
ららぽーと立川立飛

株式会社立飛ホールディングス（たちひホールディングス）は、東京都立川市栄町に本社を置く不動産業・建設業を主な事業とする企業。同社の前身は中堅航空機メーカーであった立川飛行機（のち立飛企業に商号変更）である。2011年7月26日に持株会社として設立し、立飛企業と関連会社の新立川航空機を再編した。子会社・グループ会社を擁し立飛グループを構成する。
「立飛」の社名は前身である立川飛行機の略称に由来し、多摩都市モノレールの立飛駅も同社の最寄り駅であることに由来する。

## 沿革
- 2011年（平成23年）
  - 7月26日 - 立飛ホールディングスを設立[2]。
  - 8月 - 立飛企業・新立川航空機の2社がMBOを実施[2]
- 2012年（平成24年）
  - 1月 - MBO実施により、東証二部上場廃止[2]。
  - 4月 - 株式交換により、立飛企業と新立川航空機が立飛ホールディングスの完全子会社となる[2]。
  - 11月1日 - 創立88周年記念日に立飛グループ再編を完了し、新生立飛グループとなる[2][3]。
- 2014年（平成26年）4月 - 立川飛行機製の軽飛行機「R-53型」「R-HM型」の2機を修復し一般公開する[2]。

## 主な施設
各施設についての詳細は当該記事を参照。
ららぽーと立川立飛
2015年12月10日開業。タチヒゴルフ練習場跡地に三井不動産との協業により開業したショッピングモール。多摩都市モノレール立飛駅と直結している。
MAO RINK TACHIKAWA TACHIHI
浅田真央（フィギュアスケーター）と立飛の名を冠したスケートリンクで、2024年11月11日に開場。
アリーナ立川立飛・ドーム立川立飛
2017年10月開業。自社工場跡地に建設されたスポーツ施設。
GREEN SPRINGS
2020年4月10日に開業した。在日米軍立川基地（立川飛行場）跡地に建設された新街区。多摩信用金庫本店本部棟などが入居している。
TACHIKAWA STAGE GARDEN
GREEN SPRINGSに設置されているホール。運営は一般社団法人立飛教育文化振興会。
オーベルジュときと（旧無門庵）
2024年のALSOK杯王将戦第4局の会場

## スポーツレクリエーション活動
立飛グループにおいては、スポーツのレクリエーション活動にも従事しており、自社の体育館「アリーナ立川立飛・ドーム立川立飛」の運営のほか、同アリーナを活用したスポーツイベントの積極的な開催（例として、アルバルク東京、大相撲地方巡業・立川場所、石川ボクシングジム立川の主催興業など）、パンナムスポーツ交流プロジェクトへの協賛、立川シティーハーフマラソンの協賛、ボッチャの普及、フェンシング選手・江村美咲とのスポンサー所属契約などを結んでいる。

## グループ会社
- 株式会社立飛リアルエステート
- 株式会社立飛リースホールド
- 株式会社立飛サービス
- 株式会社立飛プロパティマネジメント
- 株式会社立飛ストラテジーラボ
- 株式会社立飛ホスピタリティマネジメント